# Luna Blues
Luna Blues è il sesto album in studio del gruppo musicale italiano Fleurs du Mal, pubblicato nel 2003.

## Il disco
La registrazione autoprodotta dai Fleurs du Mal fu effettuata nella sala prove della band a Roma con lo Studio Mobile dei Supawai John con Luca Dominici e Max Giua tra ottobre 2002 e gennaio 2003. L'album è stato pubblicato con l'etichetta Blond Records nell'aprile 2003 e distribuito da Storie di Note a livello nazionale in Italia nei negozi Ricordi.
Contiene 12 brani, di cui dieci in inglese, uno in italiano e uno in spagnolo.

## Tracce
Testi e musiche di Fleurs du Mal.
1. Crying – 4:07
2. Believe in Love – 3:15
3. Babe – 4:57
4. How Are You Living? – 4:02
5. Luna Blues – 6:33
6. All in the Same World – 5:00
7. Stormy Love – 4:16
8. Bright New Day – 5:51
9. Sailing (feat. Luca Iani-Flauto traverso) – 7:54
10. Nuevo día (feat. Alfredo Gomez-cori) – 5:02
11. Blues Driver – 4:24
12. Southern Wind (feat. Luca Dominici-Pedal Steel) – 5:10

## Formazione

### Gruppo
- Stefano Iguana - voce, chitarra elettrica e acustica, slide guitar, armonica
- Graziella Olivieri - sax tenore
- Sergio Sassanelli - batteria, percussioni
- Brian Trumble - basso

### Altri musicisti
- Luca Iani - flauto traverso su Sailing
- Alfredo Gomez - voce su Nuevo día
- Luca Dominici - pedal steel su Southern Wind